# Houghton House
Houghton House est un manoir en ruine situé dans la paroisse de Houghton Conquest, dans le Bedfordshire. Il s'agit d'un bâtiment classé Grade I situé au-dessus de la campagne environnante et offrant d'excellentes vues. Construite de 1615 à 1621, on dit que la maison a été le modèle de House Beautiful dans The Pilgrim's Progress de John Bunyan (1678). Elle est abandonnée en 1794 et dépouillée (par le propriétaire) de ses intérieurs et de sa toiture pour être vendu comme matériaux de construction. Aujourd'hui, la propriété appartient à English Heritage et est ouverte au public gratuitement pendant la journée.

## Histoire

### Herbert
Le domaine de Houghton est concédé par le roi Jacques Ier d'Angleterre (1603-1625) à Mary Herbert, comtesse douairière de Pembroke (1561-1621), alias Mary Sidney, courtisane, écrivaine, traductrice et mécène littéraire, qui commence la construction de la maison existante vers 1615. Deux architectes sont très probablement responsables de la conception, John Thorpe, qui travaille dans la tradition jacobéenne, et Inigo Jones, qui introduit le style architectural classique en Angleterre. La comtesse de Pembroke y reçoit la visite du roi Jacques Ier en 1621, peu après son achèvement. Peu de temps après, le 25 septembre 1621, elle meurt de la variole. La frise de style jacobéen qui subsiste sur le côté ouest de la maison présente des éléments héraldiques relatifs à la famille Sidney et aux parents de la comtesse, la famille Dudley.

### Bruce
Deux ans après la mort de la comtesse de Pembroke, la maison revient au roi Jacques Ier par le frère de la comtesse. Le roi accorde ensuite le domaine à Thomas Bruce, 1er comte d'Elgin (1599-1663) en 1624, qui devient le principal résidence de la famille Bruce pour trois générations,. Le roi Charles Ier d'Angleterre lui accorde plus tard Houghton Park, à proximité, pour préserver le gibier pour la chasse royale, mais la chasse et le braconnage persistants de la famille locale Conquest obligent à une intervention ultérieure du roi,.
Dans le cimetière de l'église voisine de Maulden, dont l'advowson appartient à la famille Bruce se trouve le mausolée d'Ailesbury, le plus ancien mausolée indépendant d'Angleterre, construit en 1656 par Thomas Bruce, 1er comte d'Elgin à la mémoire de sa seconde épouse, Diana Cecil. La famille Bruce réside dans la maison jusqu'à ce que Thomas Bruce, 3e comte d'Elgin, 2e comte d'Ailesbury, s'exile sur le continent en 1696 en raison de sa loyauté envers le roi déchu Jacques II d'Angleterre (1685-déposé en 1688, décédé en 1701).

### Russel
Thomas Bruce, 2e comte d'Ailesbury ne revient jamais à Houghton et vend en 1738 la maison à John Russell, 4e duc de Bedford, dont le siège principal est l'abbaye de Woburn, à environ sept milles de Houghton. Son fils et héritier, Francis Russell, marquis de Tavistock (décédé en 1767), vit à Houghton de 1764 jusqu'à sa mort dans un accident de chasse en 1767. Ainsi, les domaines du 4e duc, dont Houghton, et les titres passent à son petit-fils, Francis Russell, 5e duc de Bedford (décédé en 1802), qui, après avoir loué le parc aux cerfs à un voisin, découvre qu'il ne peut pas louer la maison sans son terrain. Considérant la maison comme un handicap, il ordonne en 1794 le démantèlement de Houghton et, en conséquence, les meubles sont démontés et le toit enlevé pour être vendu comme matériaux de construction. L'escalier survit au Swan Hotel de Bedford. Le 5e duc ne s'est jamais marié et n'a donc pas d'héritier mâle légitime. Il meurt en 1802, époque à laquelle la maison, alors ouverte depuis longtemps aux éléments, est déjà en ruine.

### XXIesiècle
Les ruines sont acquises par English Heritage et sont ouvertes au public gratuitement pendant la journée. Des travaux de conservation sont entrepris en 2006 pour contribuer à maintenir la sécurité et améliorer la compréhension du site et de nouveaux panneaux d'information aux visiteurs sont installés.

## Galerie

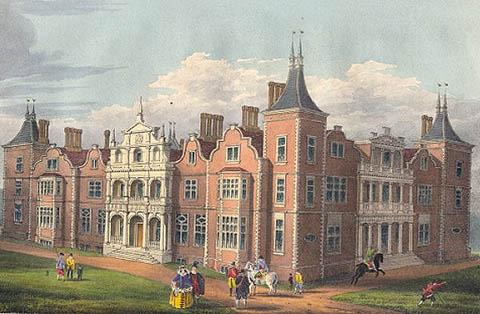
Houghton House par le révérend ID Parry publié en 1827

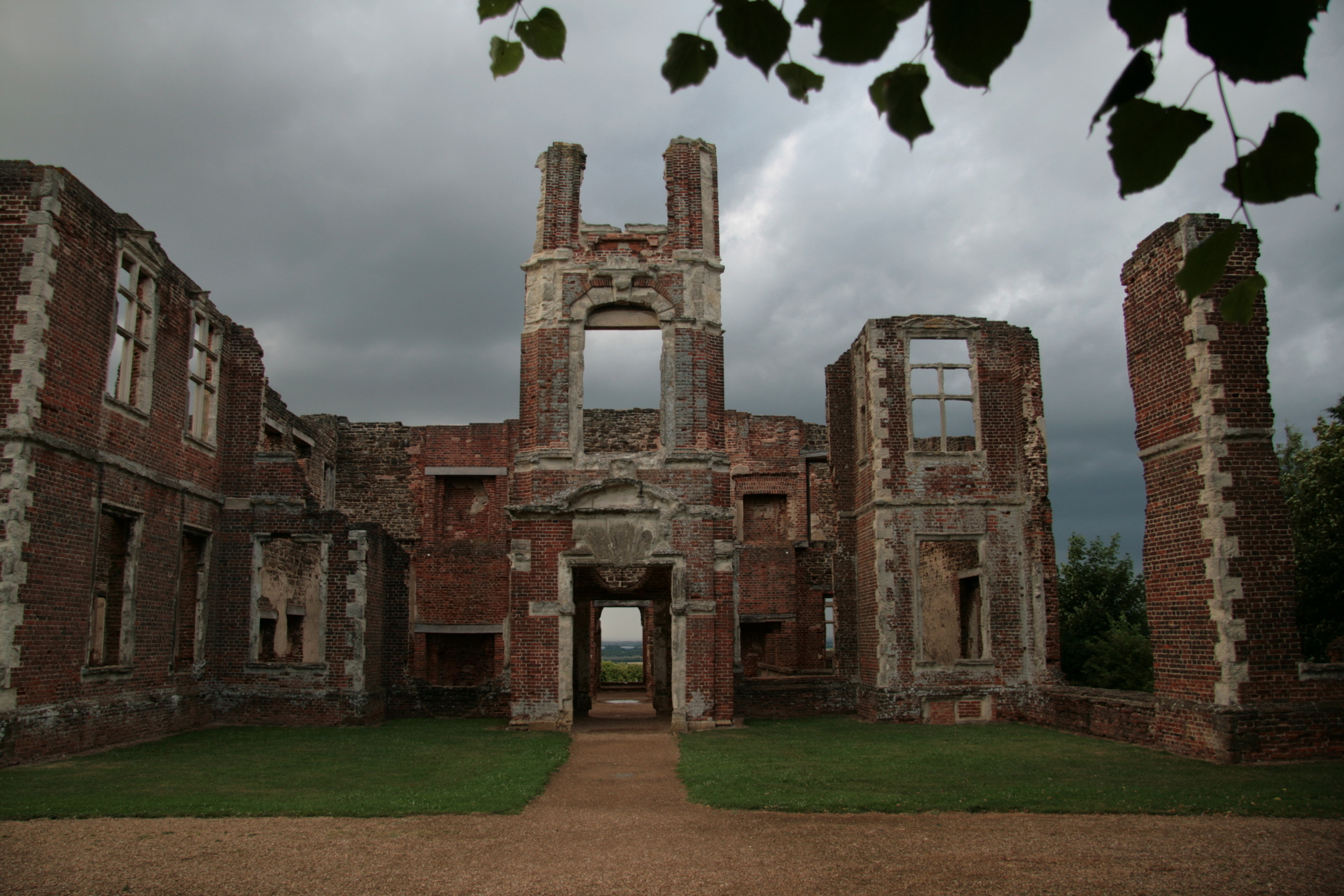
Entrée principale

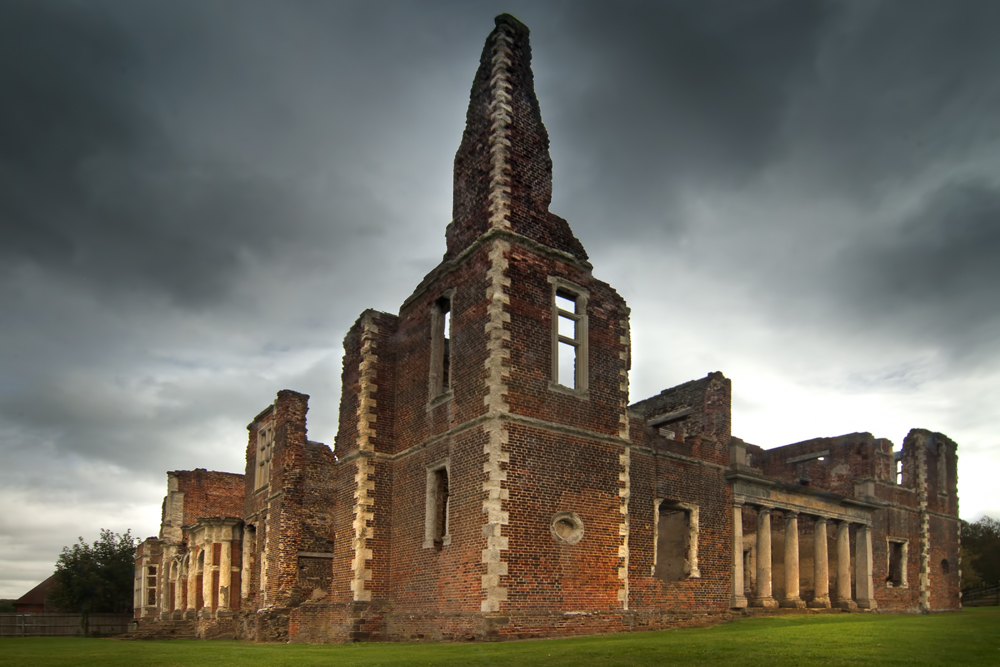
Façades nord et ouest

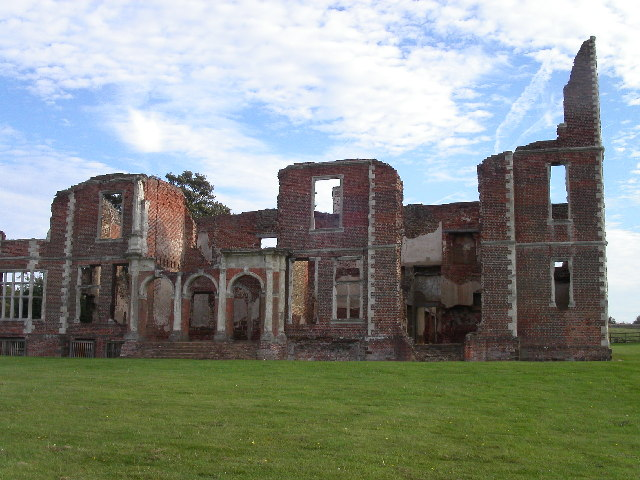
Façade nord